# Папа — привидение
«Папа — привидение» — семейная комедия Сидни Пуатье (в его последней режиссёрской работе) 1990 года, в главной роли которой выступил Билл Косби, сыграв призрака вдовца, получившего возможность общаться со своими детьми после смерти. Фильм был тяжело принят, многие критики назвали его «худшим в 1990 году». Несмотря на свой критический провал, у фильма был финансовый успех, но в основном из-за его низкого бюджета.

## Сюжет
Эллиот Хоппер (Билл Косби) — трудоголик и вдовец, который вот-вот провернет сделку всей своей жизни на работе, за которую он надеется получить поощрения и служебный автомобиль. После того как он забыл о дне рождения его дочери Дианы, Эллиот пытается помириться с ней, обещая, что она может получить свой автомобиль, когда он провернет сделку на работе в предстоящий четверг. После этого, как-то Эллиот возвращался на такси с работы, которое вел сатанист Кертис Берч (Рейнор Шейне). Эллиот в дороге рассказывает, что он сатана. Но тут они попадают в аварию, упав в автомобиле с моста, в результате чего его дух Эллиота и «выпрыгнул из тела».
Эллиот с места ДТП поднимается на мост, где офицер полиции уже прибыл на место происшествия, но Эллиот быстро узнает, что он, по сути, призрак, когда полицейский начинает мочиться на его ботинки, и когда автобус проезжает сквозь него. Эллиот возвращается домой и узнает, что дети способны его видеть, но только тогда, когда он находится в темной комнате без света. Хотя они и не слышат его, они так же скоро узнают, что он призрак. Он хотел рассказать своей семье, о том, что произошло, но внезапно он попадает в Лондон, где Сэр Эдит (Ян Бэннен), рассказывает ему, что он призрак, и дает ему время до четверга, чтобы тот закончил все свои дела.
Он изо всех сил пытается сохранить свою работу до четверга, чтобы обеспечить выживание своей семьи без него. Однажды он сталкивается с выбором между пребывания на важной встрече по работе и помощью своему сыну в его фокусе в школе. В конце концов он решает, что счастье его семьи является более важным, и попадает под руку его яростного босса, Коллинза (Барри Корбин), который позже увольняет его.
Удручённый, Эллиот приходит к своей возлюбленной, Джоан (Дениз Николас), которая сначала была шокирована, а затем сочувствовала ему. Эдит приезжает из Лондона, очень голодный, но с захватывающей новостью для Эллиота, что тот не умер, он просто дух, выскочивший из своего тела в испуге. Но вдруг, Диана падает вниз по лестнице и получает серьёзные травмы. Они спешат в больницу и Эллиот сталкивается с духом Дианы, потому что он тоже выскочил из её тела, она воспринимает всю ситуацию с юмором, летая вокруг по больничной палате. Эллиот умоляет, чтобы она вернулась в своё тело, умоляя её не тратить свою жизнь, как его тело начинает «мерцать». Как только Элиот падает на пол, Диана, бегая по отделению интенсивной терапии, обнаруживает тело её отца. Затем она помогает ему пройти в комнату, где он узнает, что его тело было опознано как принадлежавшее таксисту, который взял его бумажник до аварии. Эллиот возвращается к своему телу и просыпается вместе с Дианой, которая спрыгивает с операционного стола и рассказывает остальной семье, что произошло.
Воссоединившаяся семья выходит из больницы, чтобы вернуться домой, но тут Эллиот замечает жёлтое такси, припаркованное на улице. За рулем сидел Берч, который испугавшись вернул ему бумажник обратно. Эллиот, в роли сатаны, отправил Берча в ад, чтобы тот сел на красные горячие угли и ждал, пока не выпадет снег, и Кертис быстро уезжает.